# Психічне здоров'я
Психічне здоров'я — це рівень психологічного благополуччя, який визначається не тільки відсутністю психічних захворювань, а й рядом соціально-економічних, біологічних і тих, що відносяться до навколишнього середовища факторів. Розглядається як широке міждисциплінарне поняття, характеризується центральною властивістю індивіда до усвідомлення себе як суб'єкта, взаємодіючого з навколишнім світом. У психології розуміння психічного здоров'я тісно пов'язано із загальним уявленням про особистість і механізми її розвитку. Різні моделі звернені або до підструктур особистості, або до рівнів, що регулюють активність суб'єкта, сферам його буття.
За даними Всесвітньої організації охорони здоров'я (ВООЗ), психічне здоров'я включає «суб'єктивне благополуччя,— стан благополуччя, в якому людина реалізує свої здібності, самореалізацію, автономію, компетенцію, взаємовідносини між поколіннями та самореалізацію інтелектуального та емоційного потенціалу та ін.» Крім того, ВООЗ стверджує, що благополуччя особистості охоплюється реалізацією її здібностей, подоланням нормальних життєвих напружень, можливостями протистояти звичайним життєвим стресам, продуктивно працювати і робити внесок в свою громаду.
Психічне та фізичне здоров'я — це два життєво важливих напрямки життя, які тісно переплітаються та глибоко взаємозалежні. Психічне здоров'я знехтуване занадто довго має вирішальне значення для загального благополуччя людей, суспільства та країни. Психічне здоров'я має найважливіше значення для нашої колективної та індивідуальної здатності як розумних істот мислити, проявляти емоції, спілкуватися один з одним, працювати, творити й самовиражатися, і бути щасливим й задоволенним життям.

## Психічне здоров'я та психічні захворювання
Психічні процеси здорової людини характеризуються максимальним наближенням суб'єктивних образів до відображення об'єктів дійсності, адекватним самосприйманням, розвиненими здібностями концентрувати увагу, утримувати в пам'яті інформацію, здатністю до логічної обробки інформації, критичністю мислення, креативністю.
До сфери психічного здоров'я відносять індивідуальні особливості психічних процесів і властивостей людини, наприклад, збудженість, емоційність, чутливість; властивості, пов'язані з особливостями мислення, характеру, здібностей. Психічне життя індивіда складається з потреб, інтересів, мотивів, стимулів, установок, цілей, образів уяви, почуттів тощо. Усі складові й чинники психічного здоров'я зумовлюють особливості індивідуальних реакцій на однакові життєві ситуації, імовірність стресів, афектів.
Рівень психічного здоров'я людини в кожен даний момент часу визначається численними соціальними, психологічними і біологічними факторами.
Погане психічне здоров'я пов'язане також з швидкими соціальними змінами, стресовими умовами на роботі, гендерною дискримінацією, соціальним відчуженням, нездоровим способом життя, фізичною хворобою, а також з порушеннями прав людини.
Існують також особливі психологічні та особистісні чинники, через які люди стають уразливими перед проблемами з психічним здоров'ям. Біологічні ризики включають генетичні чинники.
Всесвітня організація охорони здоров'я визначає 7 компонентів психічного здоров'я:
- усвідомлення постійності та ідентичності свого фізичного і психічного Я;
- постійність і однаковість переживань в однотипних ситуаціях;
- критичне ставлення до себе і своєї діяльності;
- адекватність психічних реакцій впливу середовища;
- здатність керувати своєю поведінкою відповідно до встановлених норм;
- планування власної життєдіяльності і реалізація її;
- здатність змінювати свою поведінку залежно від зміни життєвих обставин.

Термін «психічні розлади», (також називається «психічні захворювання», застаріле Душевні хвороби) — це діагностовані за допомогою фахівця в галузі психічного здоров'я більш стійкі, стабільні психопатологічні стани, в основі яких лежать складні патологічні функціонально-структурні (нейрообмінні, нейромедіаторні, дистрофічні, диструктивні) процеси як в центральній нервовій системі так і в усьому організмі, характеризуються порушенням психічної діяльності людини і призводять до страждань або порушення здатності функціонувати в житті, і являють інтерес для клінічної психіатрії, в тому числі її відділів, таких як діагностика, лікування, профілактика, дослідження етіології і патогенезу.
Також, психічне здоров'я — це «психологічний стан когось, хто працює на задовільному рівні емоційної та поведінкової адаптації».
До найзвичайніших критеріїв психічного здоров'я відносять:
 — відсутність або наявність виражених форм психічних захворювань та пограничних нервово-психічних розладів;
 — гармонійність психічного розвитку та його відповідність віку;
 — рівень розвитку показників стану провідних соціально- професійно- значущих психофізіологічних функцій та особливостей особистості, які зумовлюють ефективне виконання різноманітних навчальних, професійних або побутових завдань у повсякденній діяльності.
Психічне здоров'я у психологічному контексті розглядають як відносно стійкий стан особистості, який дає можливість людині усвідомлено, враховуючи свої фізичні й психічні можливості, а також навколишні природні та соціальні умови, задовольняти індивідуальні, біологічні та соціальні потреби на основі нормального функціонування психофізичних систем, що забезпечують досягнення емоційного благополуччя.

## Історія
Знаменитий старогрецький засновник медичної школи Гіппократ (460-377 рр. до н.е.) — якого сприймають як першого лікаря, який відкинув забобони, легенди й ідеї, що хвороба надприродна та є породженням божественної сили — висловив припущення, що причиною психічних розладів є захворювання мозку; залишив приблизні описи меланхолійних і маніакальних станів, недоумкуватості, імбецильності.
У Стародавньому Римі існував науковий підхід до лікування психічно хворих. У працях римських лікарів наявні навіть класифікації психічних хвороб. Авл Корнелій Цельс ділив усі психічні захворювання на три групи: гострі гарячкові, хронічні безгарячкові, галюцинаторно-маячні; пропонував методи лікування, в тому числі й психотерапію.
У цей час римський лікар Аретей Каппадокійський описав маніакальну та депресивну фазу психозу. Римський лікар Клавдій Гален дав анатомічний опис центральної нервової системи. Римський лікар Целій Авреліан був першим, хто вважав, що причиною психічних хвороб можуть бути соматичні захворювання.
Античні лікарі лікували психічні відхилення, поєднуючи медичні і психологічні засоби; багато грецьких лікарів спочатку виписували хворому теплу і дружню підтримку, музику, масаж, фізичні вправи і ванни.
Див.також: Історія психіатрії в Україні, Історія психічних розладів

## Зміцнення і захист психічного здоров'я
Зміцнення психічного здоров'я включає дії, які зміцнюють психологічне здоров'я. Вони можуть включати створення навколишнього середовища, підтримуючого психічне здоров'я.
Атмосфера, в якій забезпечені повага і захист основних громадянських, політичних, соціально-економічних і культурних прав, є основою психічного здоров'я. При відсутності безпеки і свободи, які забезпечуються цими правами, підтримувати високий рівень психічного здоров'я складно.
Конкретні шляхи зміцнення психічного здоров'я включають це:
- заходи в ранньому дитинстві (наприклад, створення стабільної обстановки, що відповідає потребам дітей в плані здоров'я і харчування, що забезпечує захист від небезпечних факторів і можливості для раннього навчання та спілкування з іншими на принципах чуйності, емоційної підтримки і стимулюючого впливу на розвиток);
- підтримка дітей (наприклад, програми з придбання навичок, програми з розвитку дітей і молодих людей);
- надання соціально-економічних можливостей жінкам (наприклад, поліпшення доступу до освіти і схеми мікрокредитування);
- соціальна підтримка літніх людей (наприклад, ініціатива з організації знайомств, місцеві денні центри для людей похилого віку);
- програми, націлені на вразливих людей, включаючи меншини, корінні народи, мігрантів і людей, які постраждали від конфліктів і стихійних лих (наприклад, психосоціальні заходи після стихійних лих);
- заходи щодо зміцнення психічного здоров'я в школах (наприклад, програми, що підтримують екологічні зміни в школах);
- заходи щодо зміцнення психічного здоров'я на робочих місцях (наприклад, програми з профілактики стресу);
- стратегії в області житлових умов (наприклад, поліпшення житлових умов);
- програми щодо запобігання насильства (наприклад, обмеження доступу до алкоголю і зброї);
- програми розвитку окремих спільнот (наприклад, ініціативи "Товариства, які піклуються", комплексний сільський розвиток);
- зменшення масштабів убогості і соціальний захист незаможних;
- антидискримінаційні закони і кампанії;
- зміцнення прав і можливостей осіб з психічними розладами та турботи про них.
- впровадити в щоденну практику звички раціонального та здорового харчування[13][14][15][16][17]
- практики усвідомленності[18][19][20], медитації[21][22][23], дихальні вправи[24].

## Лікування
До прикладів таких дій, які є ефективними з економічної точки зору, здійсненними і доступними за вартістю, відносяться:
- здорове харчування: регулярне вживання різноманітних харчових волокон; та додаткове вживання пребіотиків та постбіотиків мають достовірний позитивний ефект на психічне здоров'я і профілактику різних психічних розладів;[25]
- психотерапія та когнітивно-поведінкова терапія;
- лікування депресії за допомогою корекції способу життя, психотерапії та в разі депресії середнього або важкого ступеня антидепресантами;
- лікування психозів антипсихотичними засобами в поєднанні з психосоціальною підтримкою;
- оподаткування алкогольних напоїв та обмеження їх продажу і реклами.

Крім того, існує ряд ефективних заходів для запобігання самогубствам, запобігання і лікування психічних розладів у дітей, запобігання і лікування деменції, а також лікування розладів, викликаних вживанням психоактивних речовин. В рамках Програми дій ВООЗ з ліквідації прогалин в області психічного здоров'я (mhGAP) розроблені засновані на фактичних даних керівні принципи для неспеціалістів, за допомогою яких вони зможуть виявляти і вести ряд пріоритетних розладів психічного здоров'я.
ВООЗ підтримує уряди в їх прагненнях зміцнити психічне здоров'я. ВООЗ аналізує фактичні дані по зміцненню психічного здоров'я і працює з урядами з метою поширення цієї інформації і включення ефективних стратегій в політику і плани.